# Agathosma venusta
Agathosma venusta är en vinruteväxtart som först beskrevs av Eckl. & Zeyh., och fick sitt nu gällande namn av Neville Stuart Pillans. Agathosma venusta ingår i släktet Agathosma och familjen vinruteväxter. Inga underarter finns listade i Catalogue of Life.